# Regina Lund
Regina Charlotta Theodora Lund (Vaasa, 17 luglio 1967) è una cantante e attrice finlandese naturalizzata svedese.

## Biografia
Regina Lund ha fatto il suo debutto discografico con l'album in studio Unique (1997), che ha raggiunto la 41ª posizione della Sverigetopplistan. È stata candidata ai premi Grammis nella categoria di miglior artista femminile.
Year Zero (2000) ha segnato il suo miglior posizionamento nella classifica (21º posto). Rainbow Star (2007) le ha fatto guadagnare il suo primo ingresso nella hit parade svedese (38ª posizione).

## Discografia

### Album in studio
- 1997 – Unique
- 2000 – Year Zero
- 2004 – Everybody's Darling
- 2006 – Förlåt! Nej, jag menar aj
- 2009 – Dare
- 2011 – Living in Airports
- 2013 – Breathe
- 2013 – Sunshine Super Moon
- 2017 – Winter Is Coming
- 2020 – This Song Will Set You Free

### Album dal vivo
- 2005 – Live in Sweden

### EP
- 2013 – Kom kom dansa

### Raccolte
- 2010 – Return

### Singoli
- 1997 – Silent Green
- 2000 – We Don't Need Another Hero
- 2000 – Miss Colourful
- 2004 – Unique
- 2006 – Mitt hjärta - Tala mitt språk
- 2007 – Rainbow Star
- 2009 – On the Waterfront (con Raymond Watts)
- 2010 – All Over My Body
- 2011 – Living in Airports
- 2014 – Trust
- 2014 – Breathe
- 2014 – Scandinavian Rain (feat. Mack Johansson)
- 2015 – O helga natt
- 2016 – Tid
- 2016 – För mig finns bara du (feat. Richard Öhrn)
- 2016 – God Rest You Merry Gentlemen
- 2017 – Haters Will Hate
- 2017 – Gracias a'la vida
- 2018 – It Can Only Be You
- 2018 – The Flood
- 2020 – Vara ditt hav
- 2020 – This Song Will Set You Free (feat. Edo Bumba)
- 2020 – Avalon (feat. Teddy Paunkoski)
- 2020 – We Are the Islands (feat. Richard Öhrn)
- 2021 – I Love the World
- 2022 – Transform and Fly

## Filmografia

### Cinema
- Badjävlar, regia di Christian Lund (1971)
- Den nya människan, regia di Christian Lund (1979)
- Midsommar (1991)
- Det uppdämda hatets bottenlösa bassänger (1993)
- Pariserhjulet, regia di Clas Lindberg (1993)
- Buljong, regia di Carl Johan De Geer (1995)
- Lögn, regia di Carl Johan De Geer (1996)
- Euroboy (1996)
- Harry & Sonja, regia di Björn Runge (1996)
- Teater (1998)
- Nya lögner, regia di Annika Stenlund e Göran Everdahl (1999)
- Sjön, regia di Hans Åke Gabrielsson (1999)
- Hassel - Förgörarna, regia di Mikael Hylin (2000)
- Livet är en schlager, regia di Susanne Bier (2000)
- Kärlekens språk 2000, regia di Anders Lennberg (2004)
- Hollywood (2004)
- Wallander - Luftslottet, regia di Anders Engström (2006)
- Göta kanal 2 – kanalkampen, regia di Pelle Seth (2006)
- Gud, lukt och henne, regia di Karin Westerlund (2008)
- Jenny ger igen (2008)
- Klara (2010)
- För kärleken, regia di Othman Karim (2010)
- Mammas pojke (2010)

### Televisione
- Studierektorns sista strid – serie TV (1986)
- Kronvittnet – serie TV (1989)
- Brutal-TV – serie TV (1991)
- Kvällspressen – serie TV (1992)
- Snutarna – serie TV (1994)
- Rederiet – serie TV (1994-95/2001)
- Fallet Paragon – serie TV (1994)
- Rena rama Rolf – serie TV (1995)
- Anna Holt – serie TV (1996)
- Sjukan – serie TV (1997)
- Ivar Kreuger – serie TV (1998)
- Aspiranterna – serie TV (1998)
- Solisterna – serie TV (2003)
- Isabella – serie TV (2006)
- Kommissarien och havet – serie TV (2009)
- Stjärnorna på slottet – serie TV (2017-18)
- Bonusfamiljen – serie TV (2018)
- Farmen VIP – serie TV (2019)
- Gösta – serie TV (2019)

## Riconoscimenti
- Guldbagge
  - 2000 – Candidatura alla miglior attrice per Sjön[3]